# بيتر هولاند (عالم حيواني)
بيتر هولاند (بالإنجليزية: Peter Holland)‏ هو عالم حيوانات بريطاني، ولد في 17 أغسطس 1963.